# Cambre
Cambre è un comune spagnolo di 22 900 abitanti situato nella comunità autonoma della Galizia. Fa parte dell'Area metropolitana de La Coruña e si trova a 12 km a Sud-Est della capitale della provincia, La Coruña. Il comune è attraversato dal Camino Inglés, che conduce a Santiago de Compostela.
Nel suo territorio è la Fraga de Cecebre, foresta resa nota dall'opera letteraria di Wenceslao Fernández Flórez e oggi area protetta.

## Etimologia
Secondo il Diccionario etimológico de pueblos y apellidos de España, di Julián Aydillo San Martín, il nome di Cambre deriverebbe da Cambra, il che suggerirebbe la presenza nell'agro di diversi mulini ad acqua; questo lavoro, a sua volta, si riferisce al lavoro di Pascual Madoz, Diccionario geográfico-estadístico-histórico de España y sus posesiones de Ultramar.

## Luoghi d'interesse
- Villa Romana
- Chiesa di Santa Maria
- Museo della casa dello scrittore Wenceslao Fernández Flórez, noto come Villa Florentina, situato a San Salvador de Cecebre
- Ponte medievale di El Burgo, sopra la Ría del Burgo, che collega Cambre con il comune di Culleredo. Fu costruito dai Cavalieri Templari tra il XIII e il XIV secolo affinché i pellegrini del Camino Inglés diretti a Santiago potessero godere di sicurezza nel loro viaggio e allo stesso tempo ricavare tasse dai commercianti che lo attraversavano